# Ferencvárosi TC (water-polo)

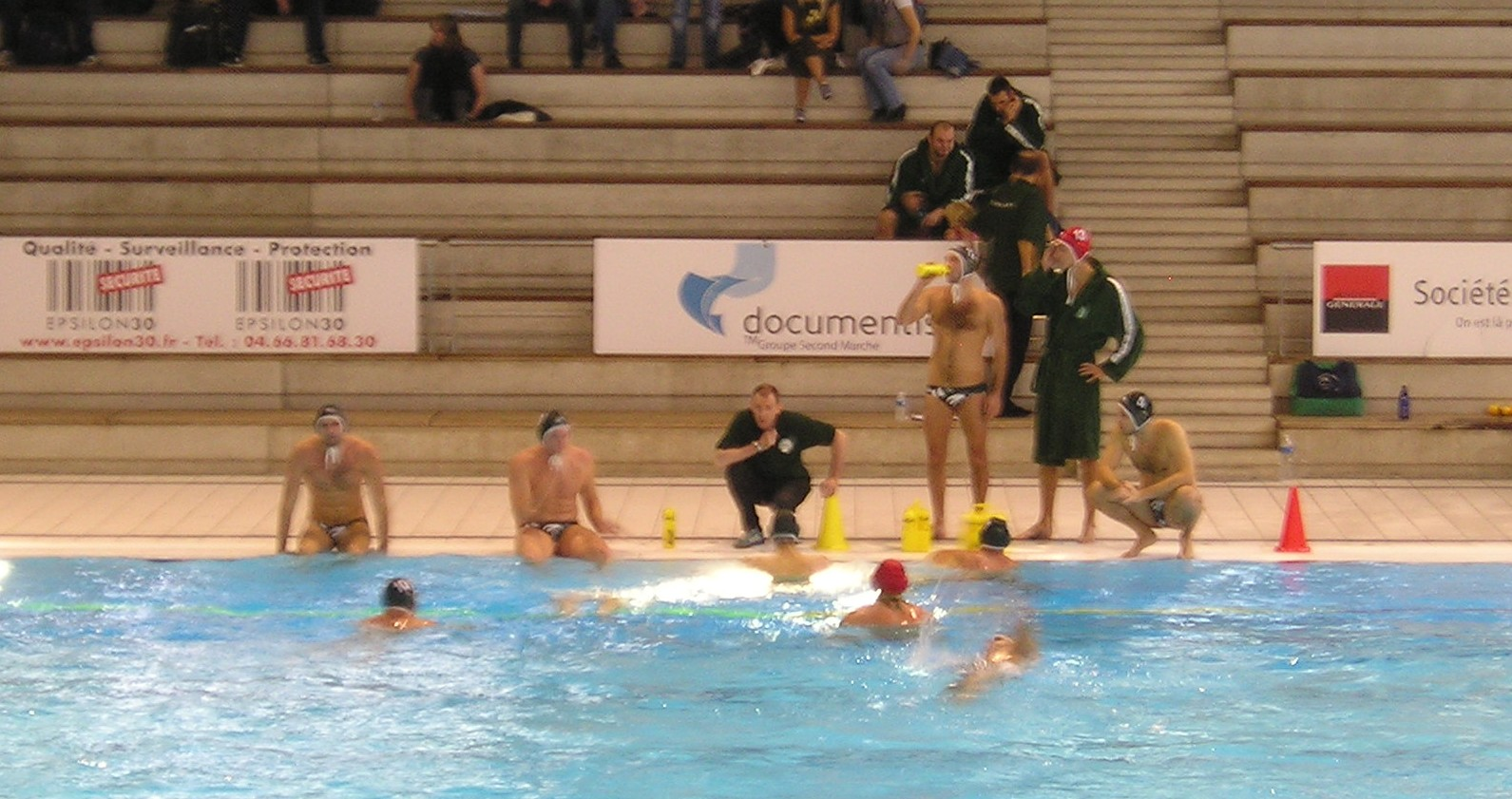
Discussion de l'entraîneur et de l'équipe à la pause d'un match, en octobre 2009. Les joueurs portent des maillots, bonnets et peignoirs vert foncé, la couleur du logotype du club.

Le Ferencváros Torna Club, club omnisports hongrois, dispose d'une section de water-polo. Il a été une vingtaine de fois champion de Hongrie et s'est illustrée en coupe d'Europe des vainqueurs de coupe à la fin des années 1970. Vainqueur des éditions 2017 et 2018 de l’Eurocup de la LEN, le Ferencváros Torna Club remporte en 2018 la Super Coupe d’Europe en battant l’Olympiacos du Pirée, vainqueur de la Ligue des Champions la même année. En 2019, il est sacré champion d’Europe des clubs en remportant la Ligue des Champions.

## Historique
Le Ferencvárosi TC s'illustre en championnat national dans les années 1910, 1920 et 1960. C'est à la fin des années 1970 qu'il obtient trois titres européens en coupe des vainqueurs de coupe. Dans les années 2020, nouvelle moisson, en Ligue des champions cette fois (3 titres).

## Palmarès masculin

### Europe
- 3 Ligues des champions : 2019, 2024 et 2025
- 5 Supercoupes : 1978, 1980, 2018, 2019 et 2024.
- 4 Coupes des vainqueurs de coupe : 1975, 1978, 1980 et 1998.
- 2 LEN Euro Cup : 2017, 2018

### National
- 27 titres de champion de Hongrie : 1910, 1911, 1912, 1913, 1918, 1919, 1920, 1921, 1922, 1925, 1926, 1927, 1944, 1956, 1962, 1963, 1965, 1968, 1988, 1989, 1990, 2000, 2018, 2019, 2022, 2023, 2024 et 2025.
- 24 coupes de Hongrie : 1923, 1924, 1926, 1949, 1957, 1962, 1964, 1965, 1967, 1969, 1973, 1976, 1977, 1978, 1989, 1990, 1997, 2018, 2019, 2020, 2021, 2022, 2023 et 2024